# Jugada
A jugada era um tributo pago em vinho, milho, trigo ou linho, nas terras que os reis reservavam especialmente para si quando concediam alguns dos forais. Essas terras eram lavradas pelos peões.

Tributo cobrado pelo rei aos possuidores de certas terras, que consistia em determinada quantidade de frutos, na razão de cada jugo ou junta de boi com que o agricultor lavrava a terra, ou de pão.